# Nikita Poljakov
Nikita Poljakov (* 16. září 1988) je český novinář s ruskými kořeny, šéfredaktor byznysového deníku E15. Je držitelem dvou ocenění v soutěži Novinářská cena a zakladatelem byznysové konference Shifts. 
Narodil se v Krasnodaru, dětství prožil ve Volgogradu, vyrůstal v Praze. Vystudoval žurnalistiku na Karlově univerzitě, politologii na University College London a ekonomii na London School of Economics and Political Science. Od roku 2011 do roku 2021 pracoval v deníku Hospodářské noviny. Nejdřív jako redaktor, později jako londýnský zpravodaj, vedoucí byznysového oddělení a následně zástupce šéfredaktora. Od února 2021 vede deník E15, zpravodajský portál www.e15.cz a časopis Formen. Zaměřuje se na byznysové zpravodajství, energetické trhy a proměny v podnikání.
Nikita Poljakov pracuje v médiích od roku 2010. Pět let žil v Londýně, odkud pokrýval byznysová témata a soudní procesy pro Hospodářské noviny. Popsal například soudní spor mezi ruskými oligarchy Romanem Abramovičem a Borisem Berezovským. V roce 2015 se přestěhoval do Prahy. Od roku 2016 vedl byznysové oddělení ekonomického deníku. Od roku 2017 do roku 2019 zastával funkci zástupce šéfredaktora deníku. V únoru 2021 nahradil na pozici šéfredaktora deníku E15 Terezu Zavadilovou, která tuto funkci vykonávala šest let.

## Novinářská práce
Je vedoucím projektů Dezinformace: co pro vás znamenají lži?, Chudé Česko a Nejsi sám. Za poslední projekt, který pojednává o prevenci sebevražd českých mužů, získal Novinářskou cenu za Solutiouns Journalism. Je jedním z organizátorů festivalu Hip Hop Kemp.